# Ogniwo Leclanchégo

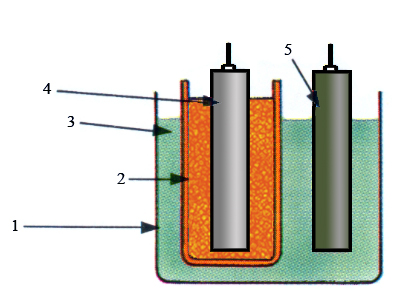
Przykładowa konstrukcja ogniwa:
1 – zbiornik
2 – porowaty pojemnik ze sproszkowanym tlenkiem manganu(IV)
3 – roztwór chlorku amonu
4 – elektroda węglowa
5 – elektroda cynkowa

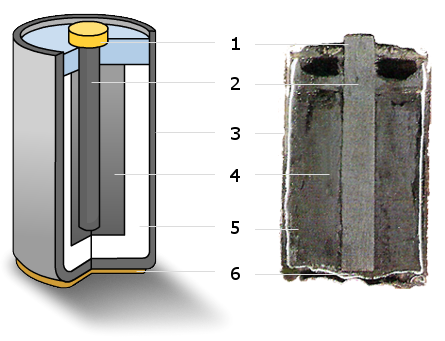
Bateria cynkowa
1 – metalowe wieczko (+)
2 – grafitowy pręt (dodatnia elektroda)
3 – cynkowy pojemnik (ujemna elektroda)
4 – tlenek manganu(IV)
5 – wilgotna pasta chlorku amonu (elektrolit)
6 – metalowe denko (-)

Ogniwo Leclanchégo – najpopularniejsze nieładowalne ogniwo galwaniczne występujące powszechnie w handlu np. jako popularne tzw. baterie okrągłe (różnej wielkości, oznaczane symbolami R3/AAA, R6/AA (tzw. paluszek), R10, R14, R20 (o napięciu 1,5 V) lub baterie płaskie (o napięciu 4,5 V – trzy ogniwa R12 połączone szeregowo). Istnieją również baterie 9V złożone z sześciu ogniw – 6F22.
Powszechnie (i nieściśle) używana nazwa „bateria” wynika z tego, że kiedy upowszechniał się sprzęt z zasilaniem bateryjnym, wymagane były napięcia możliwe do uzyskania jedynie z kilku ogniw (czyli baterii). Wtedy też najpopularniejszą formą, w jakiej spotykano ogniwa, była wspomniana bateria płaska.

## Historia
Ogniwo zostało opracowane w 1866 roku przez francuskiego chemika Georges’a Leclanchégo.

## Budowa
Schemat ogniwa:
(−) Zn | NH4Cl | MnO2,C (+)

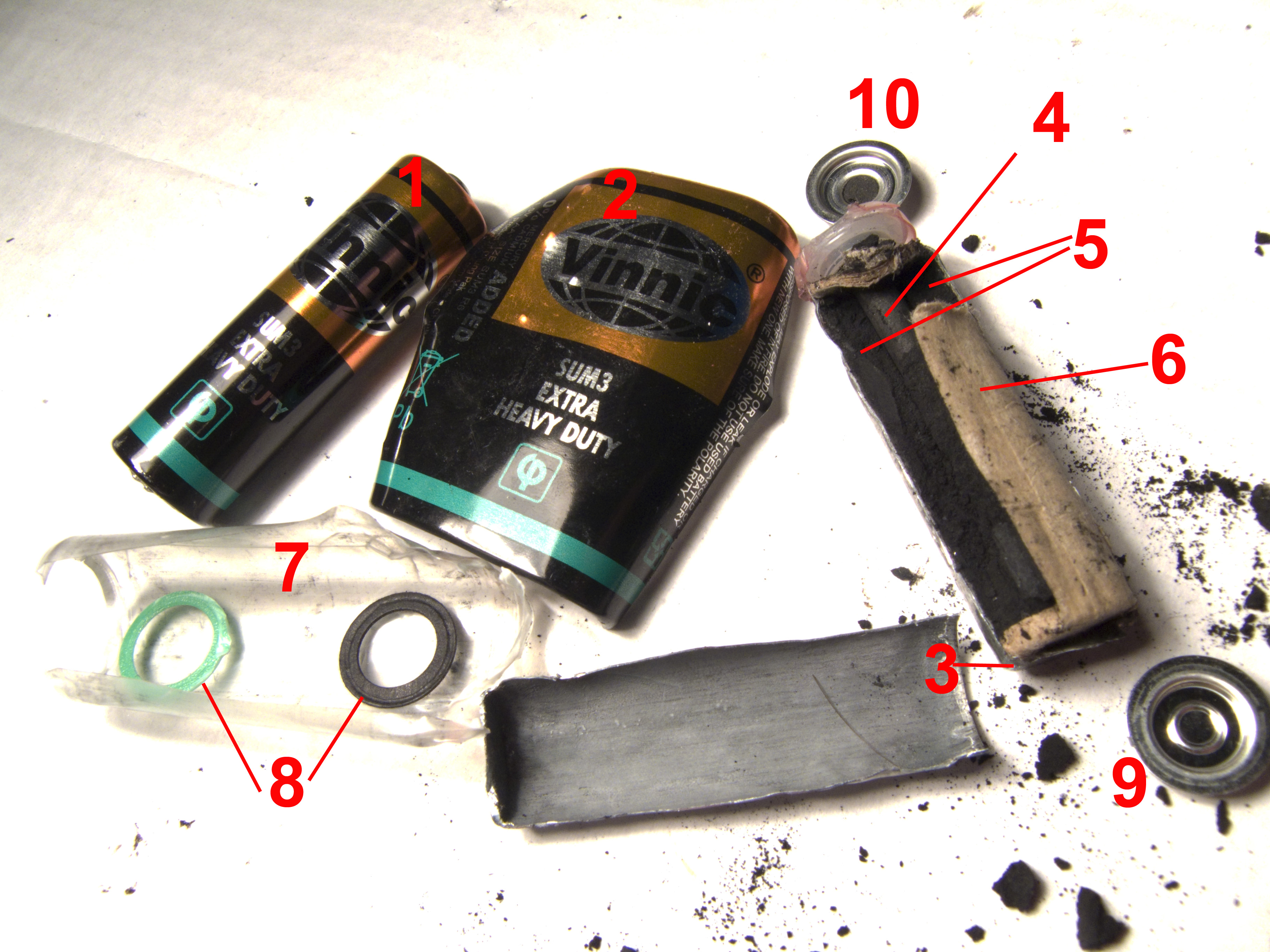
Rozmontowana bateria z chlorkiem cynku jako elektrolitem (budowa analogiczna jak ogniwa Leclanchégo).
1:nierozmontowana bateria,
2:metalowy kubek/płaszcz,
3:elektroda ujemna – cynkowa,
4:pręt węglowy,
5:elektroda dodatnia – ditlenek manganu zmieszany ze sproszkowanym węglem i elektrolitem,
6:rozdzielacz – papier,
7:izolacja polietylenowa,
8:uszczelki,
9:końcówka wyprowadzająca napięcie ujemne (oryginalnie podłączona do elementu 3),
10:końcówka wyprowadzająca napięcie dodatnie (oryginalnie podłączona do elementu 4)

Pierwotnie ogniwo było zbudowane z elektrody węglowej w porowatym pojemniku ze sproszkowanym tlenkiem manganu(IV) (katoda) umieszczonej w zbiorniku z roztworem chlorku amonu i zanurzoną w nim elektrodą cynkową (anoda).
Występujące na rynku ogniwa zwykle są zbudowane z cynkowego płaszcza wypełnionego wilgotną pastą chlorku amonu, w której znajduje się porowaty pojemnik ze sproszkowanym tlenkiem manganu(IV) i grafitową elektrodą.

## Działanie
Bezpośrednim źródłem SEM w ogniwie Leclanchégo są reakcje utlenienia cynku (Zn0
  →  ZnII
; elektroda cynkowa) i redukcji tlenku manganu(IV) (MnIV
  →  MnIII
; elektroda węglowa):
Zn → Zn2+
 + 2e−
 (anoda)
MnO
2 + H
2O + e−
  →  Mn(O)OH + OH−
 (katoda)
Potencjał redoks reakcji anodowej wynosi −0,76 V, a reakcji katodowej +1,1 V, co w praktyce daje napięcie nominalne ogniwa wynoszące ok. 1,5 V.
Ponadto jony amonowe deprotonowane są do amoniaku:
2NH+
4  →  2NH
3 + 2H+
,
który z jonami Zn2+
 i Cl−
 tworzy trudno rozpuszczalny kompleks, chlorek diaminacynku:
Zn2+
 + 2Cl−
 + 2NH
3  →  [Zn(NH
3)
2]Cl
2↓
Ponadto powstają inne trudno rozpuszczalne związki, takie jak ZnO·Mn
2O
3 i ZnCl
2·4Zn(OH)
2. Utrudnia to dyfuzję jonów, a ponieważ kationy cynkowe ulegają hydrolizie (np. w reakcji Zn2+
 + H
2O  →  Zn(OH)+
 + H+
), następuje zakwaszenie okolic elektrody cynkowej i jej korozja chemiczna:
Zn + 2H+
  →  Zn2+
 + H
2↑
Równocześnie powstający gazowy wodór zwiększa ciśnienie wewnętrzne ogniwa, co może doprowadzić do wycieku elektrolitu.
Znaczącym ulepszeniem ogniwa było zastąpienie chlorku amonu (NH
4Cl) chlorkiem cynku (ZnCl
2). Ograniczyło to tworzenie nierozpuszczalnych związków. W efekcie pracują one znacznie lepiej, zwłaszcza pod dużymi obciążeniami i w niskich temperaturach (do −10 °C). Np. spadek napięcia baterii R20 z 1,5 do 0,9 V pod obciążeniem rezystora 3,9 Ω wydłużył się z ok. 3 h do ok. 10 h, a pojemność w 30 °C wzrosła z ok. 4 Ah do ok. 6 Ah, natomiast w −10 °C wynosi ok. 2 Ah, podczas gdy klasyczne ogniwo Leclanchégo praktycznie przestaje działać w temperaturach ujemnych. Baterie o takim składzie oferowane są handlowo jako High Power, High Performance, Heavy Duty i in.

## Inne informacje
Ogniwo występować może w postaciach: mokrej, półsuchej i suchej. Z przyczyn praktycznych w handlu występuje tylko w tej ostatniej postaci. Elektroda cynkowa tworzy kubek, wewnątrz którego umieszcza się grafitową pałeczkę otoczoną masą tlenku manganu(IV) nasączoną roztworem salmiaku (chlorku amonu). Całość zatapia się masą smołową chroniącą przed wyciekiem elektrolitu i przed wyschnięciem ogniwa.
SEM ogniwa Leclanchégo wynosi 1,5 V.